# Fabas indulcat fames
Il detto fabas indulcat fames (in latino "La fame rende dolci anche le fave"), il cui significato, per la sua evidente immediatezza, non richiede chiarimenti, non è attestato nella letteratura latina classica.
Viene però citato in un'opera di epoca moderna, il "Lexicon manuale Graeco-Latinum et Latino-Graecum" (Leida 1654) dello Schrevelius (Cornelis Schrevel), medico e filologo olandese. In appendice a tale dizionario si trova, oltre a due scritti di carattere grammaticale, una raccolta di "Sententiae graeco-latinae": la sententia n. 1137 è proprio la frase in esame.